# Войно, Николай Павлович
Николай Павлович Войно (6 декабря 1894 года, Вильнюс — неизвестно, Мытищи, Московская область) — советский военный деятель, Полковник (1943 год).

## Начальная биография
Николай Павлович Войно родился 6 декабря 1894 года в Вильнюсе.

## Военная служба

### Первая мировая и гражданская войны
В августе 1914 года был призван в ряды Русской императорской армии, после чего был направлен юнкером на ускоренный курс Виленского военного училища, который закончил в октябре 1914 года и в декабре 1914 года был назначен на должность командира роты 310-го пехотного полка (78-я пехотная дивизия), в январе 1916 года — на должность командира роты, а затем — на должность командира батальона 755-го пехотного полка (189-я пехотная дивизия). Принимал участие в боевых действиях на Юго-Западном фронте. В марте 1918 года Войно был демобилизован в чине штабс-капитана из рядов армии.
В августе 1920 года был призван в ряды РККА, после чего принимал участие в боевых действиях в ходе советско-польской войны на должностях командира роты 4-го запасного полка и начальника команды отдельного стрелкового батальона.

### Межвоенное время
С февраля 1921 года служил в 425-м стрелковом полку (142-я стрелковая бригада, 48-я стрелковая дивизия, Московский военный округ) на должностях адъютанта полка, помощника начальника штаба полка, помощника командира и командира роты, командира штабной роты.
В июне 1925 года был направлен на Стрелково-тактические курсы «Выстрел», после окончания которых в декабре 1925 года был назначен на должность инструктора-организатора Управления Московского территориального округа, а в апреле 1927 года — на должность начальника допризывной подготовки Бауманского района Москвы.
С мая 1928 года Войно служил в 251-м стрелковом полку (84-я стрелковая дивизия, Московский военный округ) на должностях командира роты, начальника штаба батальона и помощника начальника штаба полка.
В декабре 1935 года был назначен на должность помощника начальника 1-й части штаба 95-й стрелковой дивизии, в декабре 1939 года — на должность преподавателя топографии Киевского стрелково-пулемётного училища, а в ноябре 1940 года — на должность преподавателя топографии Белоцерковского стрелково-пулемётного училища, переименованного 5 мая 1941 года в Томское.

### Великая Отечественная война
С началом войны Войно находился на прежней должности.
В феврале 1942 года был назначен на должность начальника отделения штаба 228-й стрелковой дивизии (Сибирский военный округ), которая в мае того же года была включена в состав 24-й армии Южного фронта, после чего принимала участие в ходе Сталинградской битвы. В июле армия в районе Орехово — Сулин — Титовка (севернее Миллерово) с ходу вступила в бой с танковыми соединениями противника. Ведя тяжёлые бои с его превосходящими силами, дивизия вместе с основными силами армии отошла к Каменску, где заняла оборону на правом берегу реки Северский Донец от её устья до Синегорского. Вскоре армия отошла на юг, переправившись на левый берег Дона восточнее Новочеркасска.
В конце июля 1942 года Войно был назначен на должность старшего помощника начальника оперативного отдела по изучению опыта войны штаба 24-й армии, в ноябре 1942 года — на должность начальника оперативного отдела — заместителя начальника штаба 12-го стрелкового корпуса (45-я армия, Закавказский фронт), который выполнял задачи по прикрытию государственной границы СССР с Турцией и охране коммуникаций в Иране.
В августе 1943 года был назначен на должность начальника оперативного отдела штаба 93-го стрелкового корпуса. С 30 августа по 9 сентября 1943 года временно командовал корпусом, который находился на формировании в Архангельском военном округе.
В ноябре 1943 года был назначен на должность старшего помощника начальника оперативного отдела по изучению опыта войны штаба 3-й ударной армии. За самоотверженное отношение к изучению и доведению до войск опыта боев, содействие успешному выполнению войсками поставленных задач в Берлинской наступательной операции Николай Павлович Войно был награждён орденом Отечественной войны 1 степени.

### Послевоенная карьера
После войны был назначен на должность начальника отдела по использованию опыта войны в оперативном отделе штаба 3-й ударной армии.
Полковник Николай Павлович Войно в июле 1946 года вышел в отставку. Умер в Мытищах (Московская область).

## Награды
- Орден Ленина;
- Орден Красного Знамени;
- Два ордена Отечественной войны 1 степени;
- Орден Красной Звезды;
- Медали[1].